# Vannsätter
Vannsätter is een plaats in de gemeente Söderhamn in het landschap Hälsingland en de provincie Gävleborgs län in Zweden. De plaats heeft 489 inwoners (2005) en een oppervlakte van 117 hectare.